# Siphona hungarica
Siphona hungarica là một loài ruồi trong họ Tachinidae.